# Ribeirão Canoas
Ribeirão Canoas är ett vattendrag i Brasilien.   Det ligger i delstaten Tocantins, i den centrala delen av landet, 400 km norr om huvudstaden Brasília.
Omgivningarna runt Ribeirão Canoas är huvudsakligen savann. Runt Ribeirão Canoas är det mycket glesbefolkat, med 2 invånare per kvadratkilometer.